# 诺曼·柯克

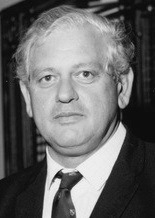
诺曼·柯克

诺曼·柯克（Norman Eric Kirk，1923年1月6日—1974年8月31日），前新西兰总理。

## 生平
1965年當選紐西蘭工黨黨魁，成為反對黨領袖。
1972年当选为纽西兰政府总理，結束紐西蘭國家黨12年執政。之后，积极主张承认中华人民共和国政府为应代表中国的唯一合法政府并与中华人民共和国政府建立外交关系，断绝了同中华民国政府之间的外交关系。
在任內诺曼·柯克还反对和抗议法国在南太平洋地区的核试验，同时也与非洲、亚洲和太平洋地区加强联系。
1974年，因突發心臟病在任內去世，享年51歲。